# Sylhet (provins)

Provinsen Sylhets läge i Bangladesh

Sylhet är en provins (bibhag) i Bangladesh och är belägen i nordöstra delen av landet. Den har ungefär 8 miljoner invånare (2001) på en yta av 12 596,24 km². Administrativ huvudort är staden Sylhet. Andra stora städer är Habiganj och Sunamganj.
Sylhet är den senast bildade av landets sex provinser, och bröt sig ur provinsen Chittagong år 1998.
Sylhet är även känd för stora områden med teodlingar och många av världens tesorter kommer just därifrån. Sylhets andra naturresurser är även naturgas, men det har hittills inte uppkommit i några stora skalor.

## Administrativ indelning
Provinsen är indelad i fyra distrikt, zila, som i sin tur är indelade i mindre administrativa enheter som kallas thana och upazila.
Distrikt (Zila):
- Habiganj, Maulvibazar, Sunamganj, Sylhet